# Console (bouwkunde)

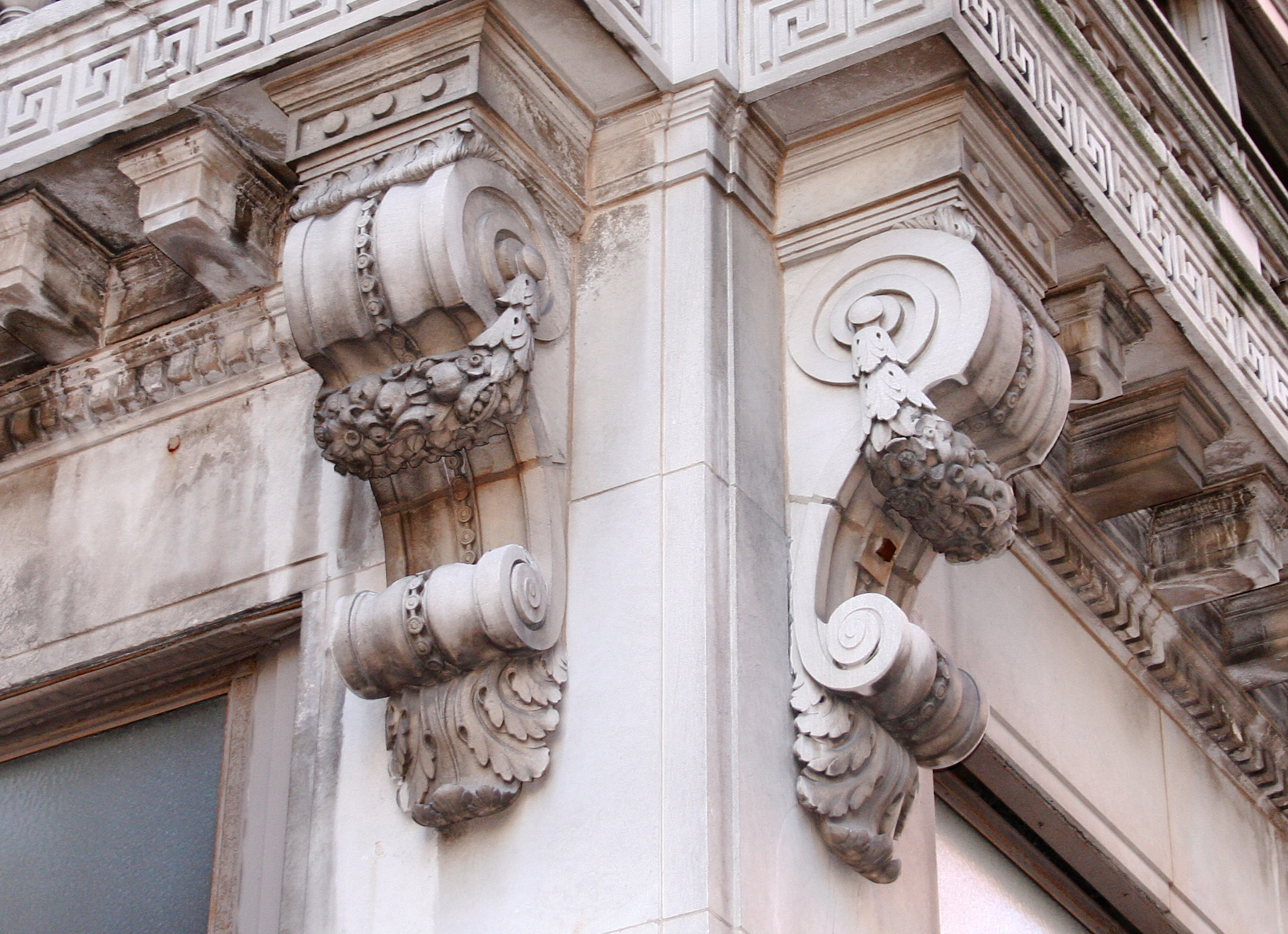
Twee versierde consoles ter ondersteuning van balkons. Let ook op de twee rijen kleinere kraagstenen.

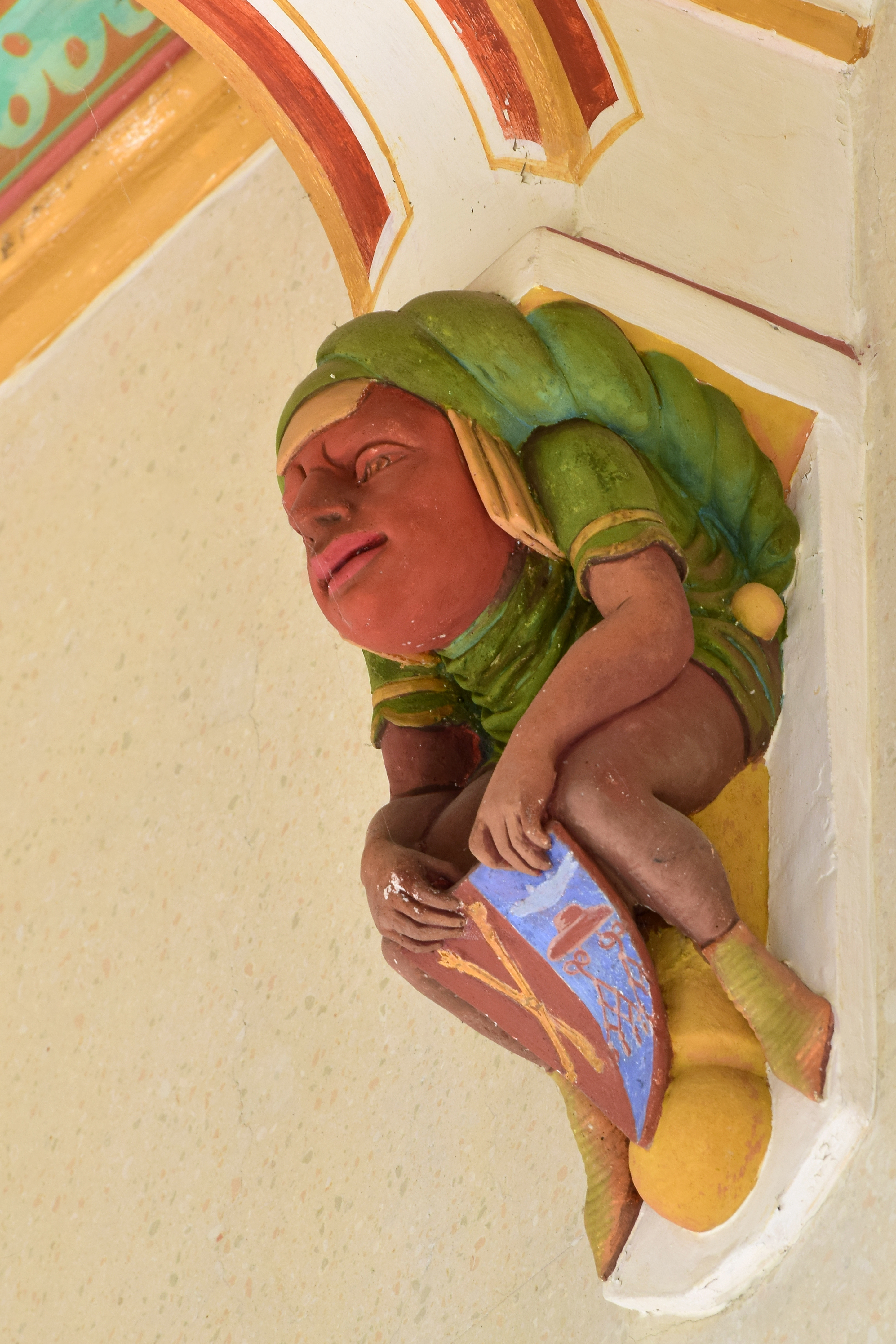
Een kleurrijk consolefiguurtje in Schloss Grafenegg, Oostenrijk

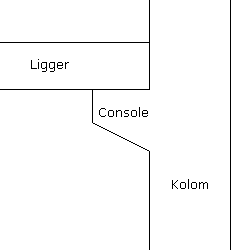
Console, zoals vaak aangetroffen bij betonnen constructies.

Een console of kraagsteen is in de bouwkunde een vooruitspringend of uitkragend constructiedeel aan een kolom of wand. Een console brengt het gewicht van zijn belasting, van bijvoorbeeld een ligger of een vloer, over op die kolom of wand.  

## Kraagstenen, consoles en klossen
Van oudsher worden vooruitspringende stenen in een muur gebruikt om gewicht te kunnen dragen van balken, gewelfribben, kroonlijsten en balkons. Deze stenen worden kraagstenen genoemd. De term console werd in de bouwkunde aanvankelijk alleen gebruikt voor een relatief hoge kraagsteen, vaak met een S-vorm en/of met één of twee voluten. Rijk versierde consoles met voluten werden veel toegepast in de barokke architectuur. Vandaag de dag is de benaming console de algemene term voor elk vooruitspringend constructiedeel, al was het maar omdat een kraagsteen een steen is. Consoles kunnen ook van andere materialen zijn gemaakt, zoals beton, staal of hout (klossen). 
Consoles en kraagstenen zijn net als kapitelen blikvangers bij een constructie. Ze zijn dan ook vaak uitbundig versierd. In de architectuur is de decoratieve functie soms minstens zo belangrijk als de bouwtechnische.

## Beton- en staalbouw
Bij hoogbouw, kunstwerken, fabriekshallen en loodsen wordt regelmatig gebruik gemaakt van betonnen en stalen consoles. Voorbeelden:
- Kolommen of pijlers worden voorzien van consoles voor het bevestigen van prefab liggers. Soms wordt een uitsparing ter grootte van de console gemaakt in betonnen liggers, zodat de bruikbare hoogte niet wordt beperkt door de console.
- In fabriekshallen en loodsen worden kolommen voorzien van consoles voor het aanbrengen van een tussenvloer of van draagbalken voor een bovenloopkraan.

Betonnen consoles kunnen worden gemaakt door ze op te nemen in de wapening en de malvorm van de wanden of kolommen. Stalen consoles kunnen aan stalen kolommen worden bevestigd met bouten of door ze te lassen.

## Voetstuk
Consoles worden ook gebruikt voor het dragen van geheel of gedeeltelijk losstaande elementen. Ze vormen dan een vooruitspringend voetstuk, meestal rijkelijk versierd. Voorbeelden zijn:
- Consoles voor standbeelden aan muren. Zo hebben veel oude kerken en kathedralen muurnissen met consoles voor heiligenbeelden.
- Lantaarnconsoles in de Utrechtse Binnenstad, aangebracht in de werfmuren ter ondersteuning van lantaarnpaalvoeten.

## Afbeeldingen

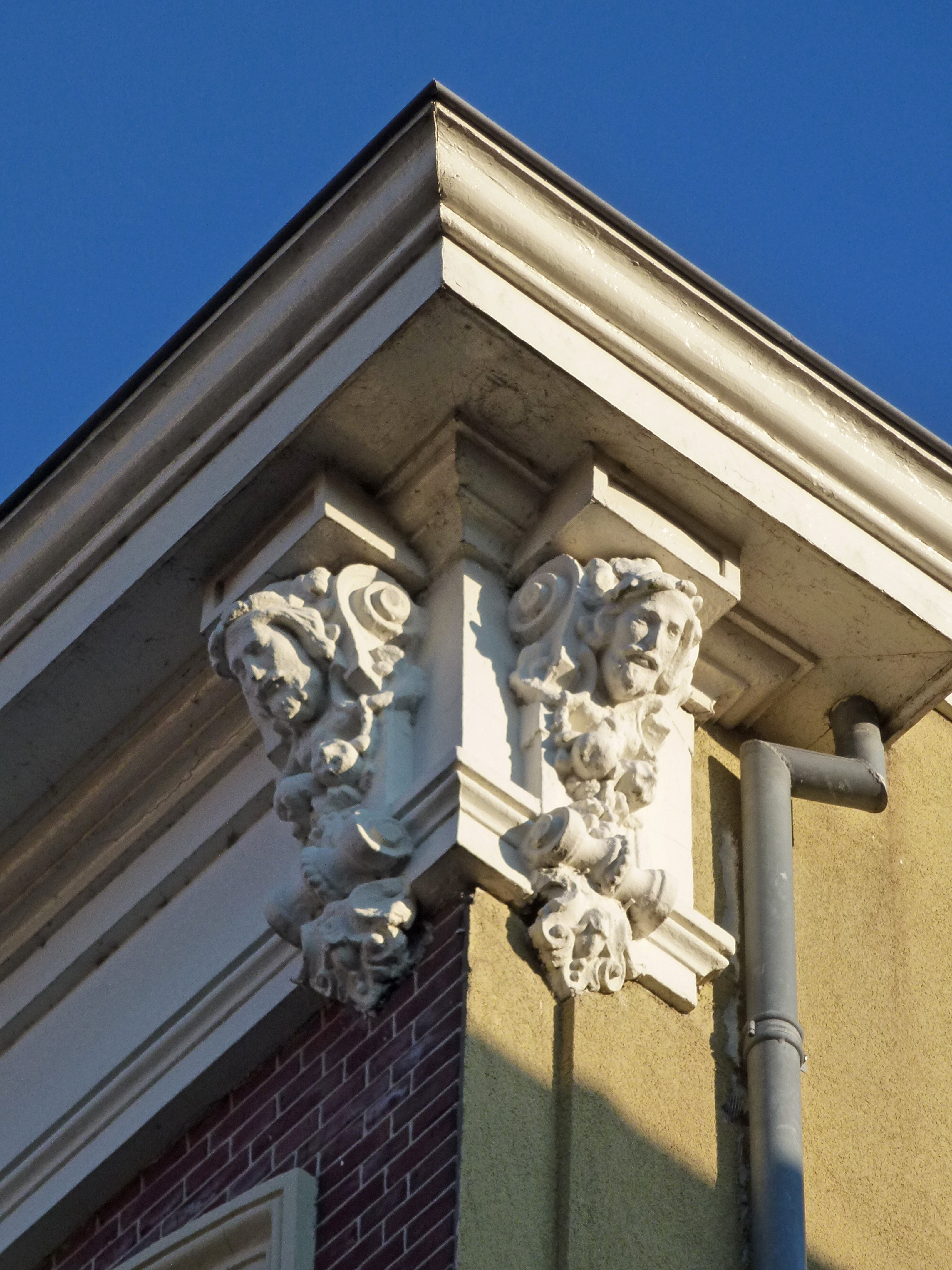
Fraai versierde consoles onder een kroonlijst aan de Westhaven, Gouda.
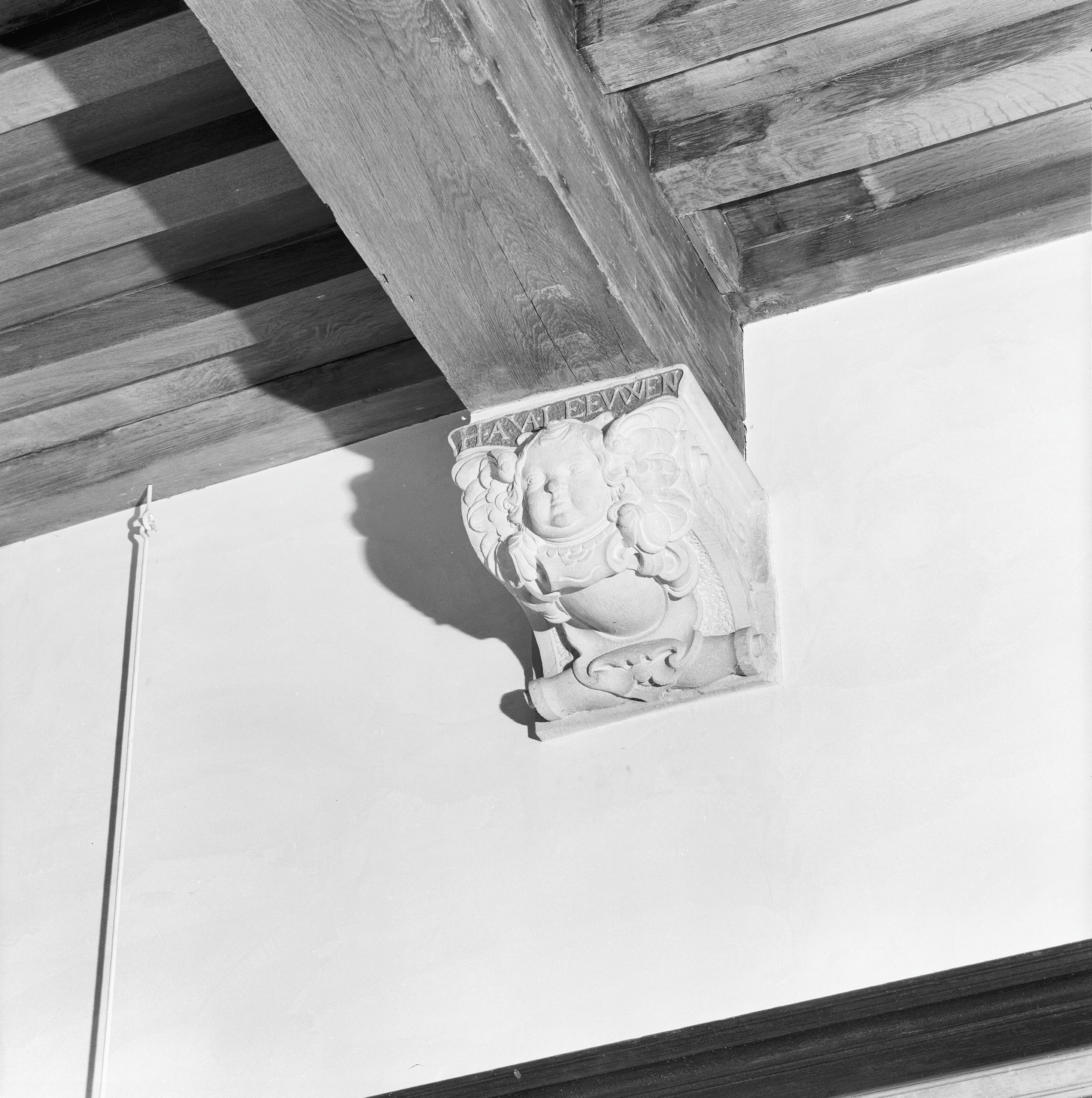
Kraagsteen in het Weeshuis te Gouda.
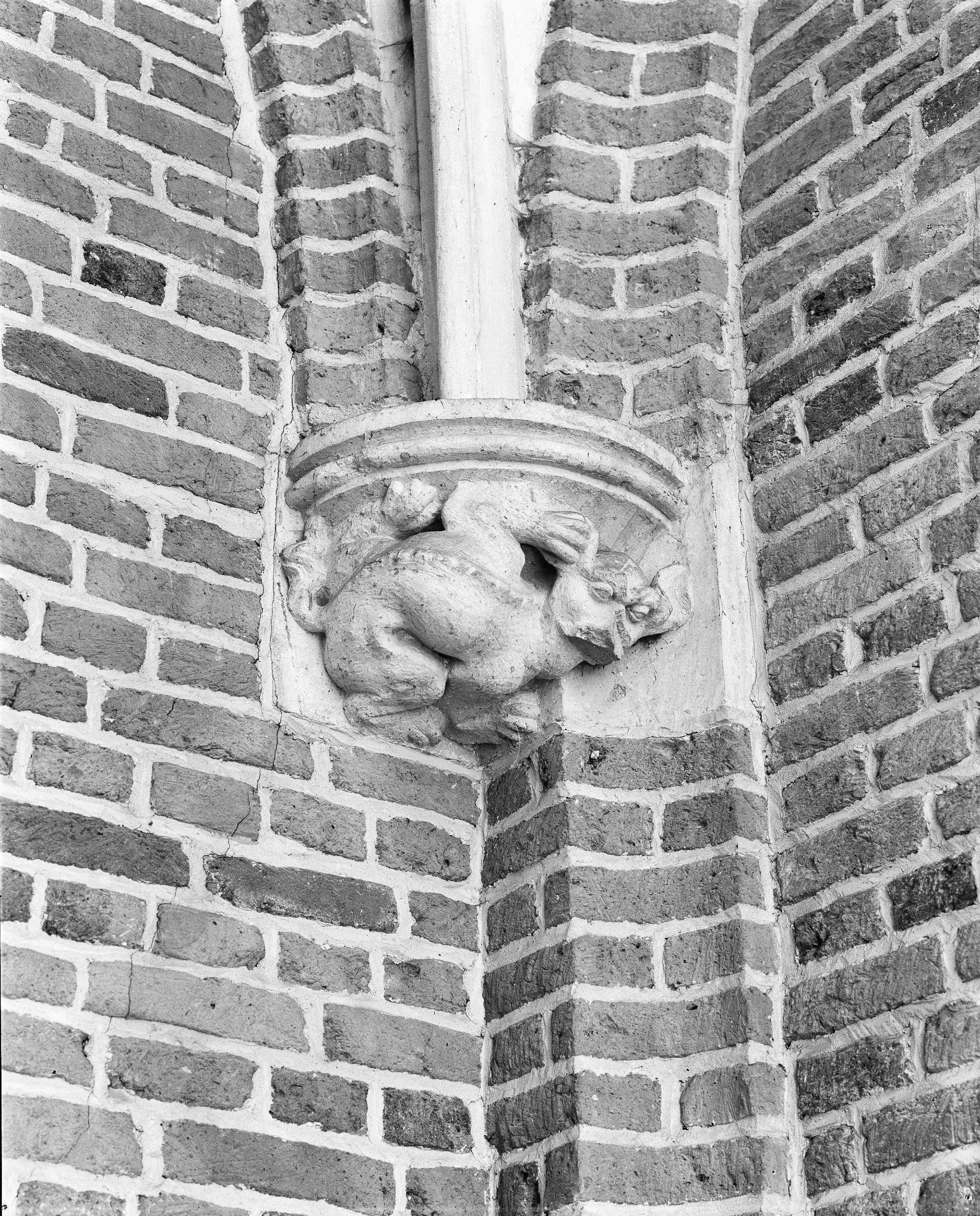
Kraagsteen onder gewelfribben. Sint-Janskathedraal, 's Hertogenbosch.
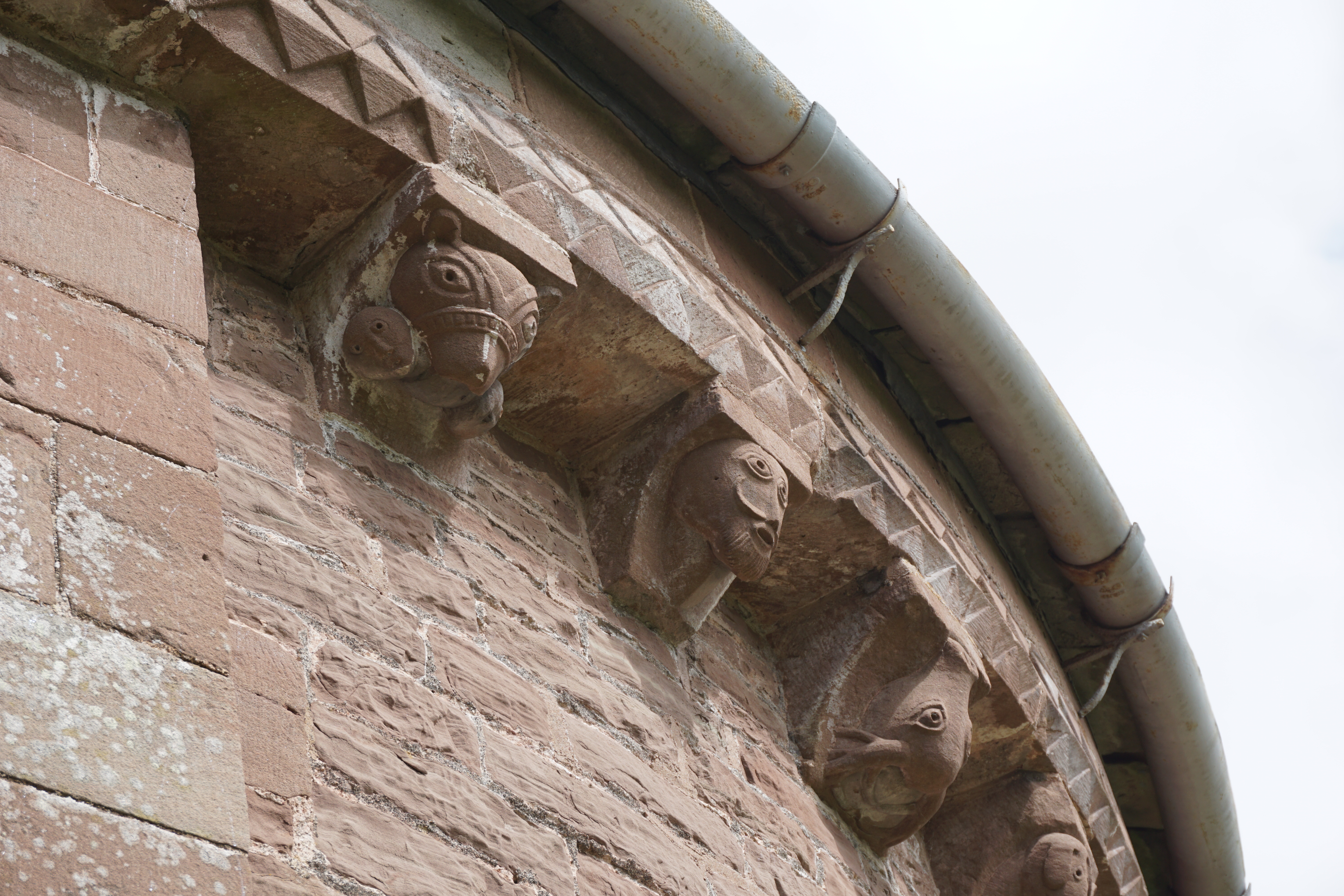
Kraagsteenrij bij een kerk in Kilpeck, Verenigd Koninkrijk.
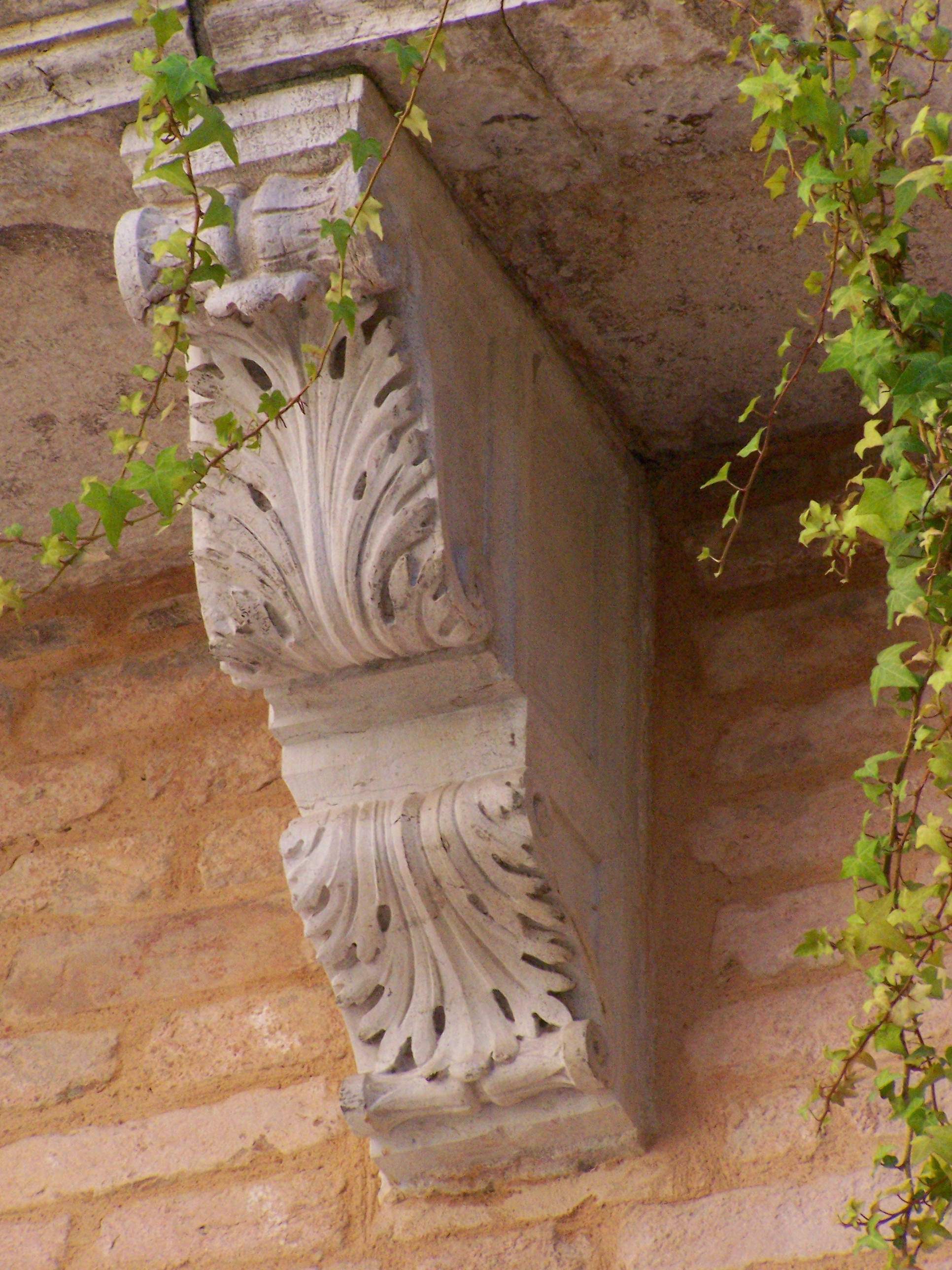
Console in Venetië.
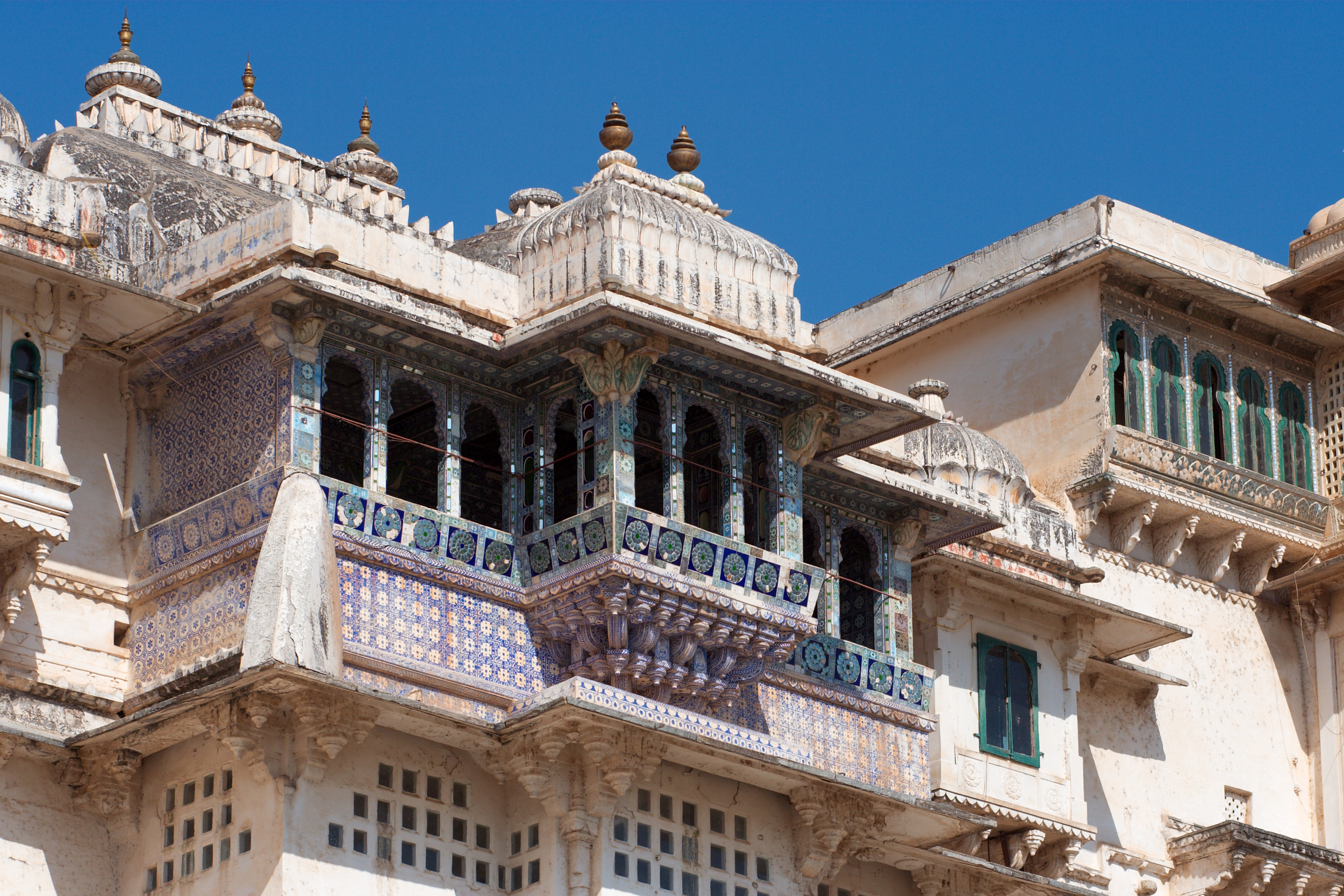
Consoles onder balkons, erkers en dakranden van Stadspaleis Udaipur, India.
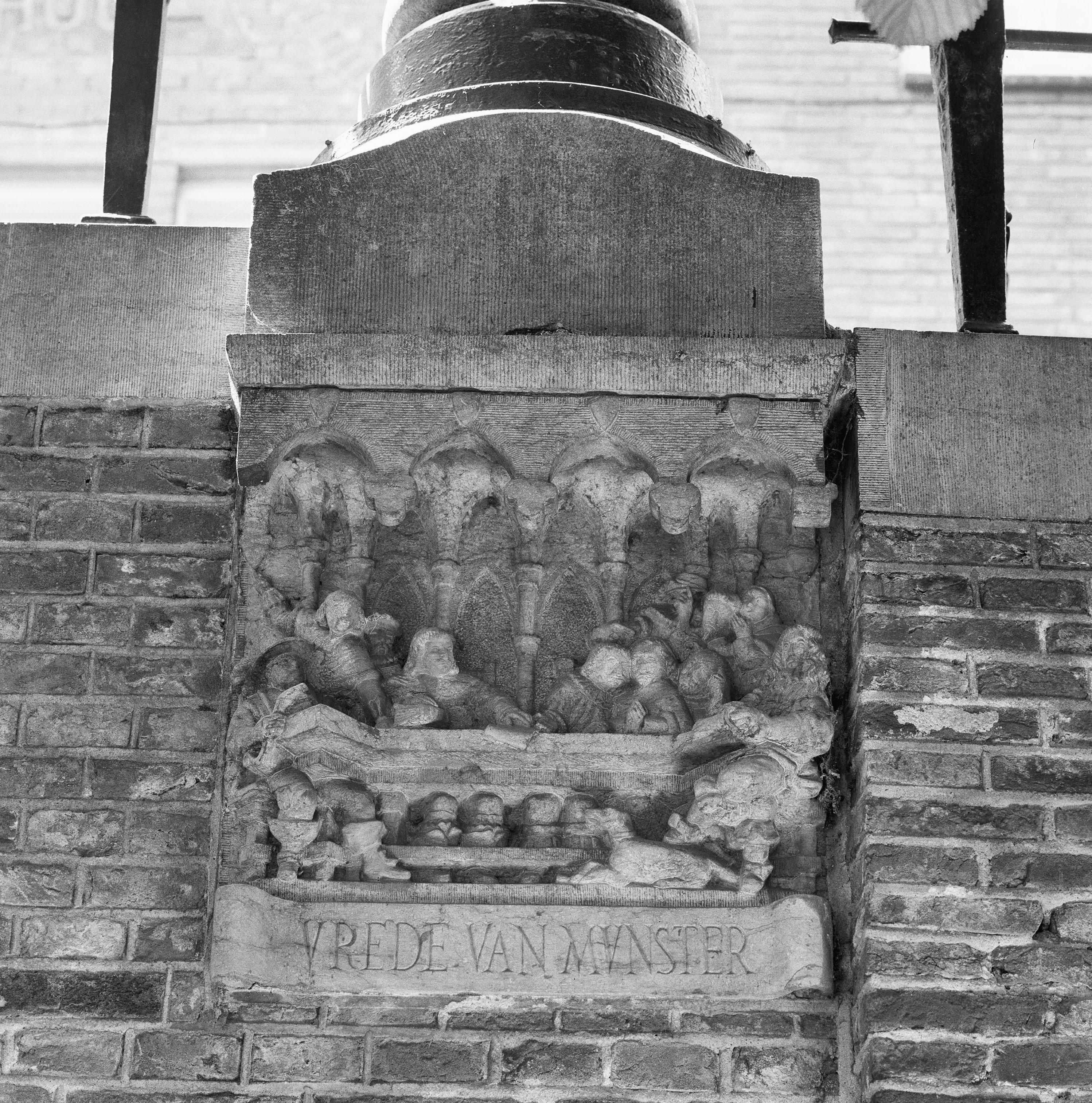
Console met historisch tafereel in Utrecht als voetstuk voor een straatlantaarn.
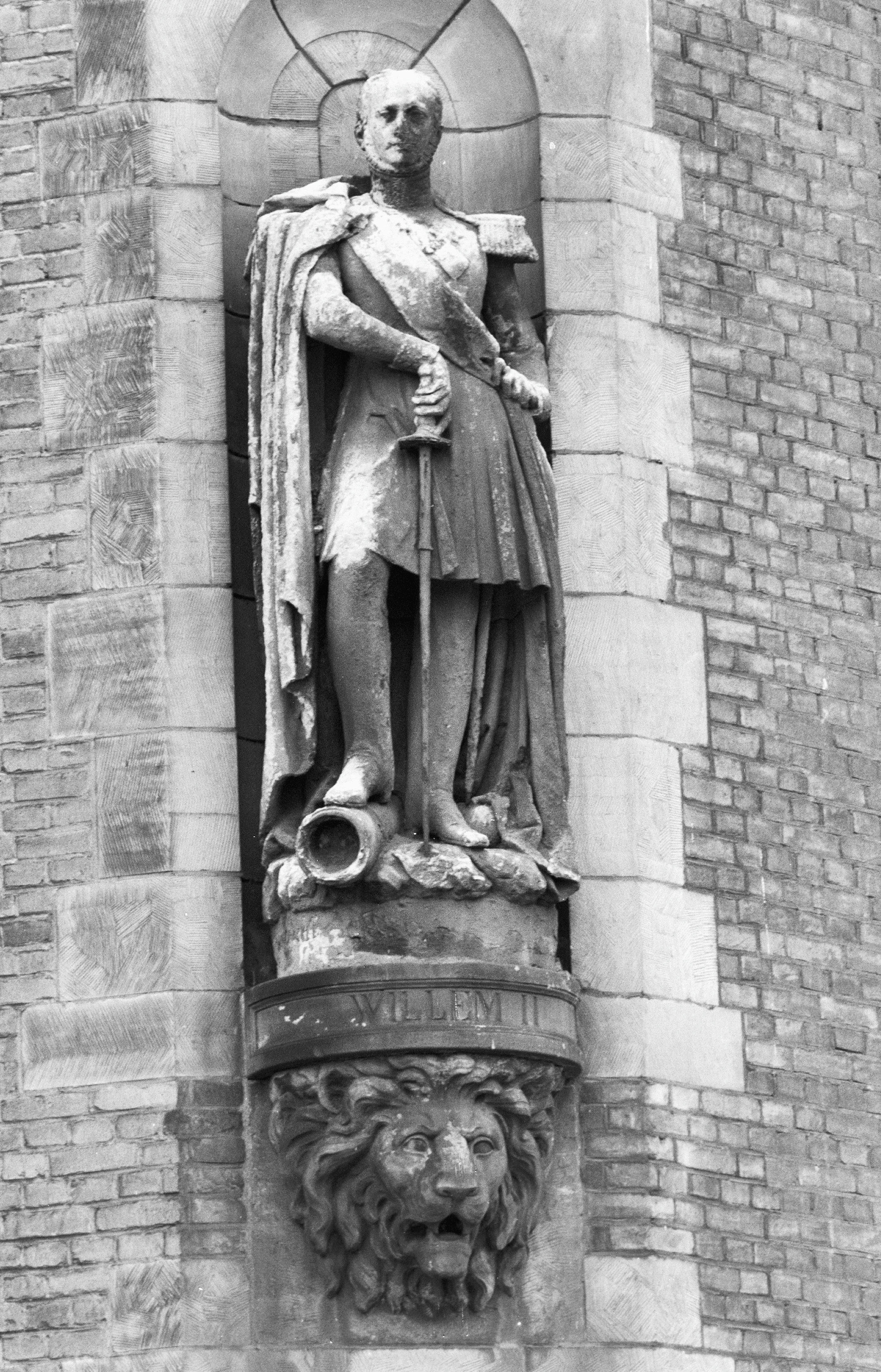
Leeuwenkop als console voor standbeeld Koning Willem II, Rotterdam.
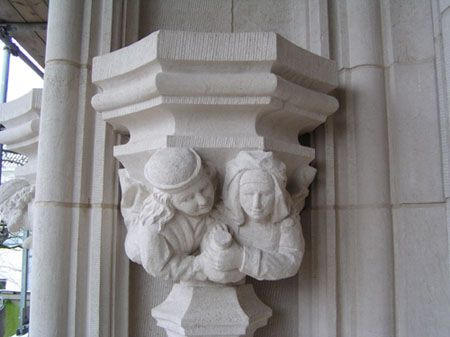
Een console t.b.v. een niet aanwezig heiligenbeeld aan de Sint-Janskathedraal, 's Hertogenbosch.
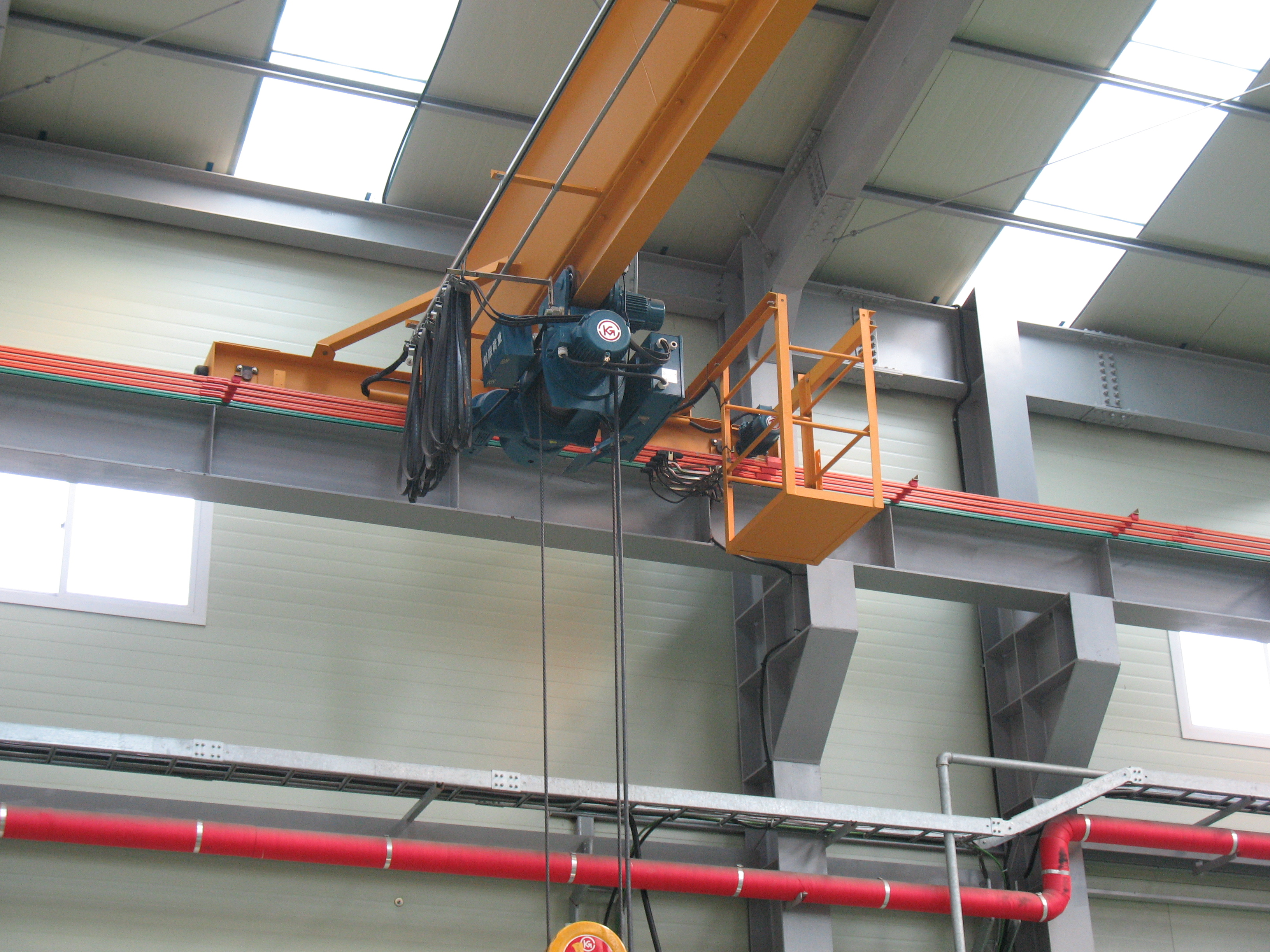
Stalen consoles voor de draagbalk van een bovenloopkraan.
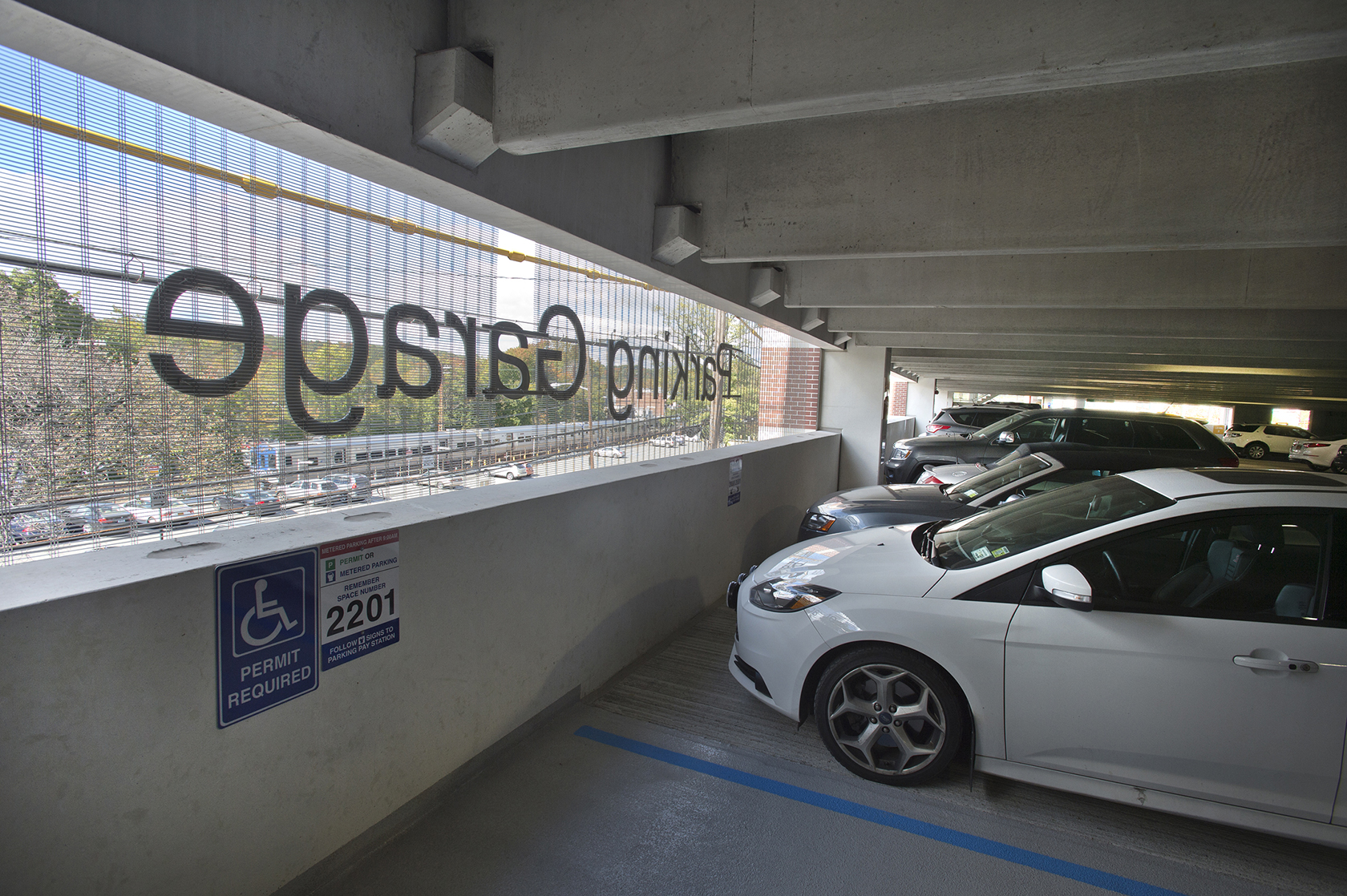
Betonnen consoles in een parkeergarage in New York.
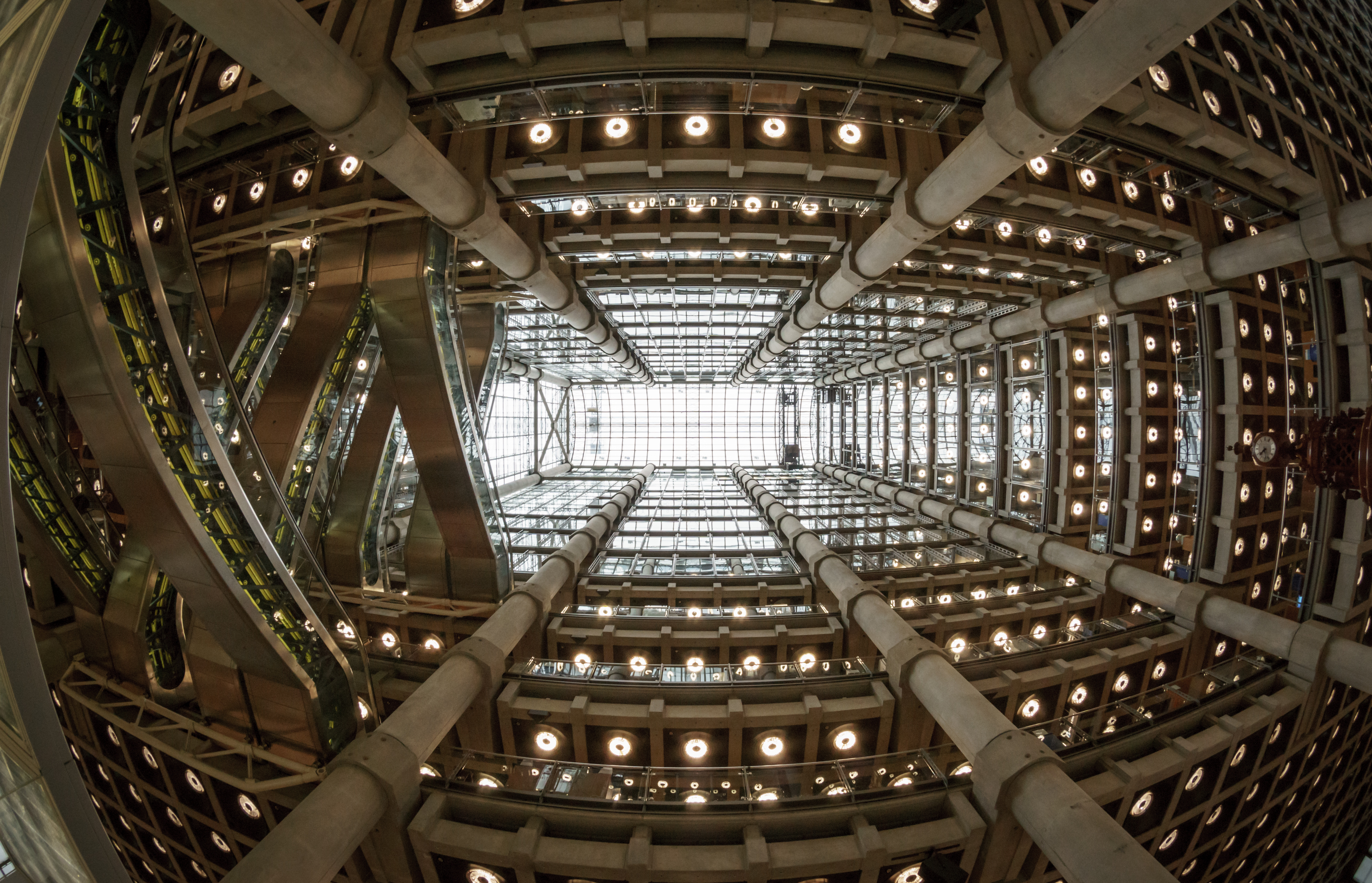
Betonnen kolommen met consoles dragen de vloeren van Lloyd's Building, Londen.